# Les Malheurs de Sophie
Les Malheurs de Sophie è un film del 1946 diretto da Jacqueline Audry.

## Trama
La ribelle e indisciplinata Sophie de Réan è una giovane ragazza che cresce sotto il controllo della severa governante Mademoiselle. Sophie, dopo la morte della madre, viene affidata alla zia Madame de Fleurville. Il tempo passa e Sophie è ormai cresciuta e si innamora del cugino Paul, un rivoluzionario che difende la Repubblica.